# Alianza Popular Progresista
La Alianza Popular Progresista (en francés: Alliance populaire progressiste, APP) es un partido político de Mauritania.
El presidente del partido es Messaoud Ould Boulkheir, quien fue candidato en las elecciones presidenciales de 2003, que fueron ganadas por Maaouya Ould Sid'Ahmed Taya. Boulkheir fue de nuevo candidato por la APP en las elecciones presidenciales de 2007, en las que quedó en cuarto lugar, recibiendo un 9,8% de votos y apoyando en la segunda vuelta a Sidi Uld Cheij Abdellahi a pesar del apoyo oficial de la APP, dentro de la Coalición de Fuerzas Democráticas para el Cambio, a Ahmed Ould Daddah. Abdellahi ganó las elecciones y, en abril de 2007, Boulkheir fue elegido Presidente de la Asamblea Nacional.
La APP obtuvo 5 escaños en la Asamblea Nacional en las elecciones parlamentarias de 2006, junto a otros 2 escaños que obtuvo en coalición con el Partido Mauritano para la Unión y el Cambio. En el gobierno del primer ministro Zeine Ould Zeidane, formado en abril de 2007, tres miembros de la APP fueron nombrados ministros. En las elecciones al Senado de 2007 obtuvo 1 de un total de 56 escaños. 
Durante el golpe de Estado de 2008, la APP rechazó el golpe y se unió a las fuerzas políticas que apoyaron al Presidente depuesto, Sidi Ould Cheikh Abdallahi, uniéndose a otras formaciones políticas en el Frente Nacional de Defensa de la Democracia.